# Beware of Darkness
Beware The Darkness es el segundo álbum de estudio de la banda estadounidense de rock progresivo Spock's Beard. Este es el primero del grupo en el que aparece el teclista Ryo Okumoto, quien permanece en la banda hasta hoy en día.

## Lista de canciones
1. Beware the Darkness - 5:41
2. Thoughts - 7:01
3. The Dorrway - 11:27
4. Chataqua - 2:49
5. Walking on the Wind - 9:06
6. Waste Away - 5:26
7. Time Has Come - 16:53

### Pistas adicionales  de la edición japonesa
1. On the Edge (En vivo, sacado de "The Official Live Bootleg")

## Personal
1. - Neal Morse - Voz, sintenizador, bouzoki y guitarra eléctrica
  - Alan Morse - Guitarra eléctrica, chelo y voces
  - Dave Meros - Bajo
  - Nick D'Virgilio - Batería y voz
  - Ryo Okumoto - Órgano Hammond y Mellotron